# 이상철 (바둑 기사)
이상철(李相澈, 1949년 4월 26일 ~ )은 대한민국의 전 바둑 기사이다.

## 약력
1970년에 입단하여 1974년과 1975년, 1981년, 1982년 왕위전 본선 그리고 1975년과 1981~1984년 국수전 본선에 진출했다.  1983년 제12기 제왕전 본선과 1985년 대왕전 본선, 1986년 대왕전과 명인전 본선, 1991년 제31기 최고위전 본선, 1995년 제6기 비씨카드배 본선에 각각 올랐다. 
1997년 6단으로 승단했고 1999년 제4회 LG정유배 본선에 진출했다. 2000년 7단으로 승단한 이후 2005년 제2기 전자랜드배 왕중왕전 백호부에서 준우승을 차지하고 제5기 잭필드배 프로시니어기전 본선에 진출했다. 2005년 12월, 8단으로 승단했다. 2013년 프로 바둑기사직을 은퇴했다.